# Rødt og hvidt
|  | Denne artikel er oprettet af botten PalnaBot ud fra en ekstern database. Den kan derfor have sproglige fejl eller mangler. Denne skabelon kan fjernes efter kontrol af indholdet. |

Rødt og hvidt er en turistfilm instrueret af Keld Helmer-Petersen efter manuskript af Keld Helmer-Petersen.

## Handling
Farvemusikalsk improvisation over nationalkulørerne.